# Взбитые сливки

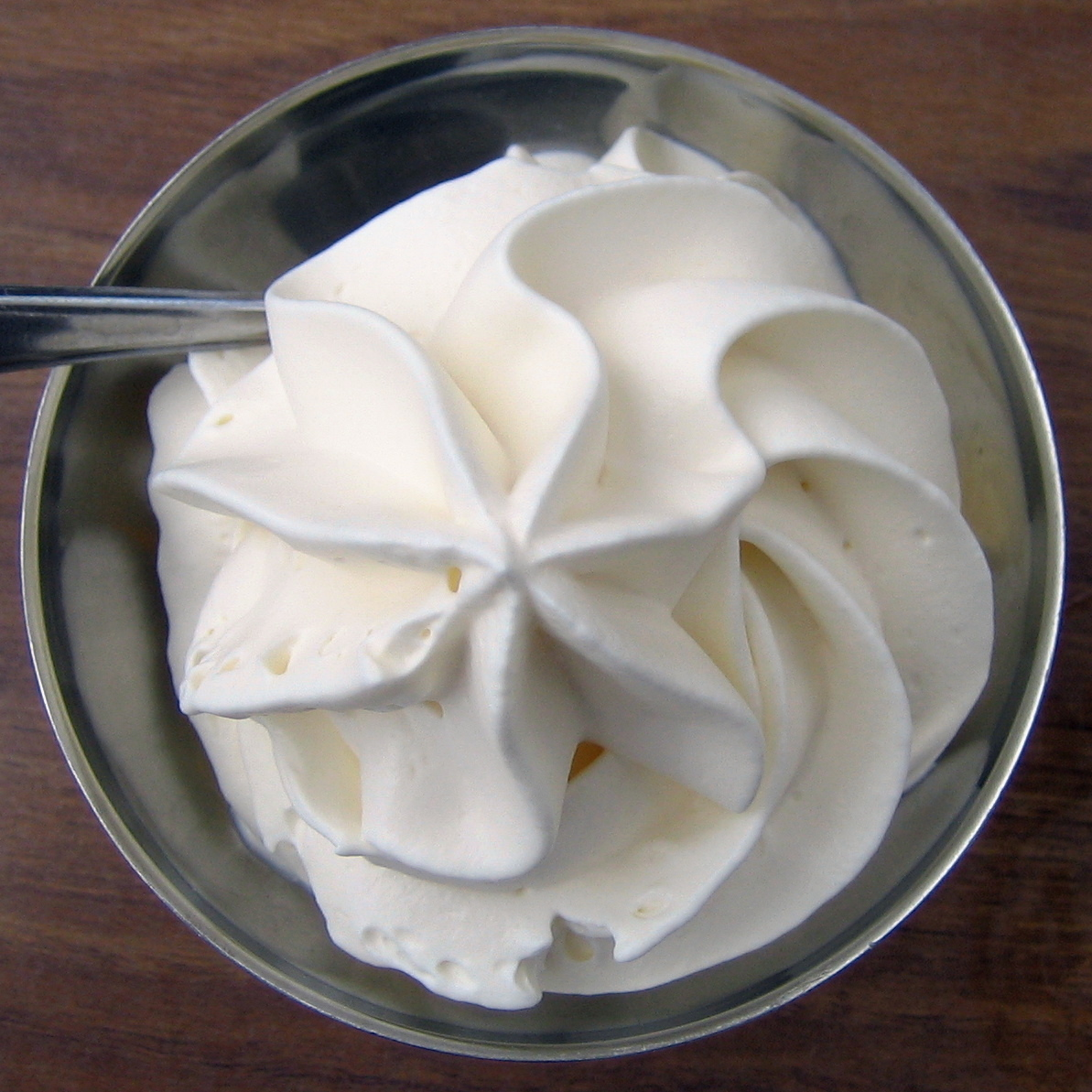
Крем Шантийи

Взбитые сливки — молочный продукт, получаемый при взбивании жирных сливок до состояния пены, как правило с добавлением сахара. Используется в десертах и напитках, иногда с добавлением ванили или другого ароматизатора. 

## История создания десерта
Согласно распространённой легенде, взбитые сливки изобрёл Франсуа Ватель, метрдотель замка Шантийи в XVII веке. Однако, было установлено, что название «крем Шантийи» (фр. Crème chantilly) впервые встречается только в 1784 году, когда этот десерт был подан баронессе Генриетте фон Оберкирх в Версале. А название Шантийи было использовано по причине того, что замок стал символом изысканной гастрономии.

## Употребление
Взбитые сливки часто используются в качестве топинга для украшения десертов из мороженого; кофе, какао, тортов и пирожных, молочных или алкогольных коктейлей. Могут употребляться также со свежими ягодами, ягодными муссами, пудингами и так далее.
Зачастую продаются готовыми в металлических баллончиках под давлением. В США в таких же баллончиках можно найти в продаже также алкогольные взбитые сливки.

## Примеры использования

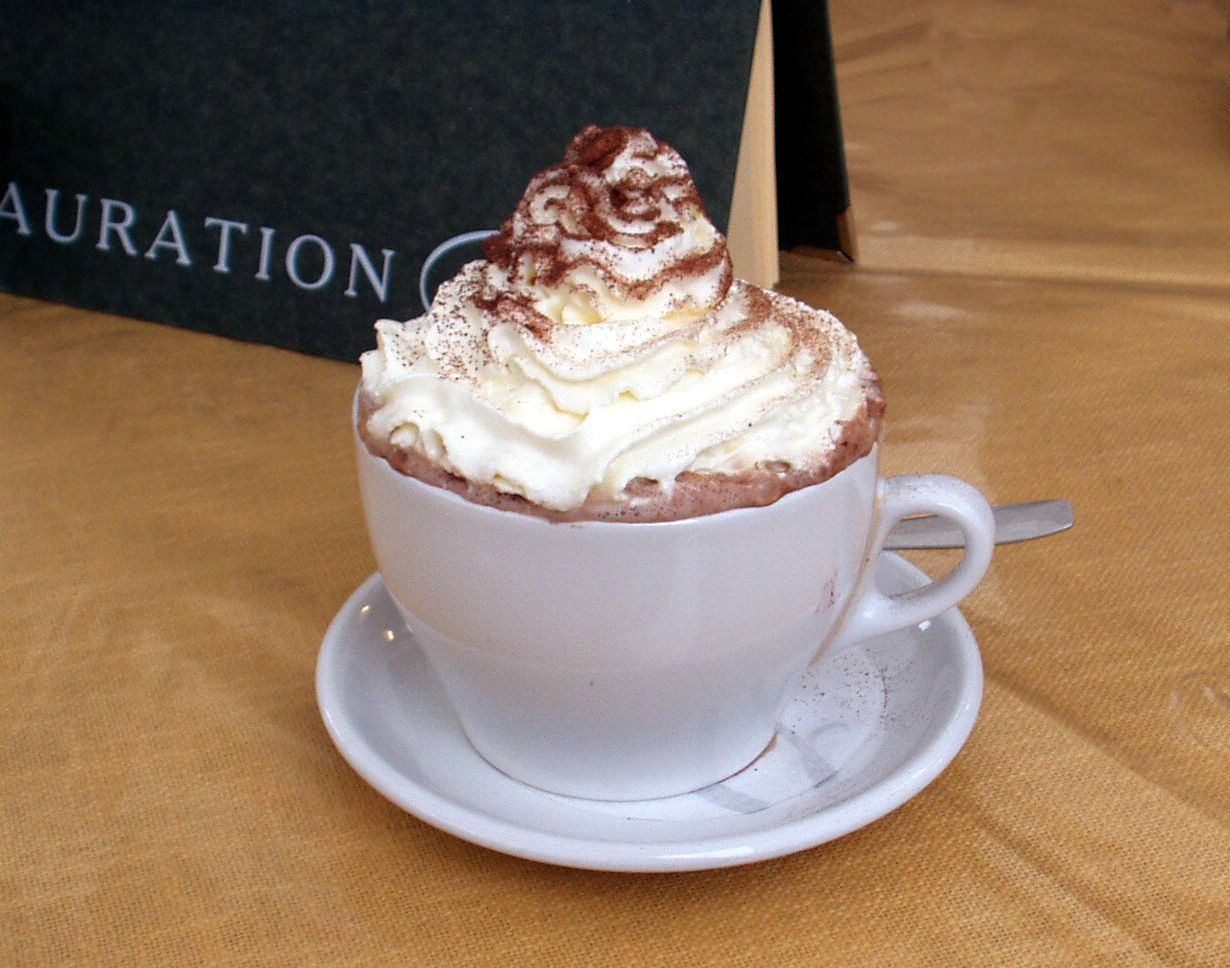
Горячий шоколад со взбитыми сливками.
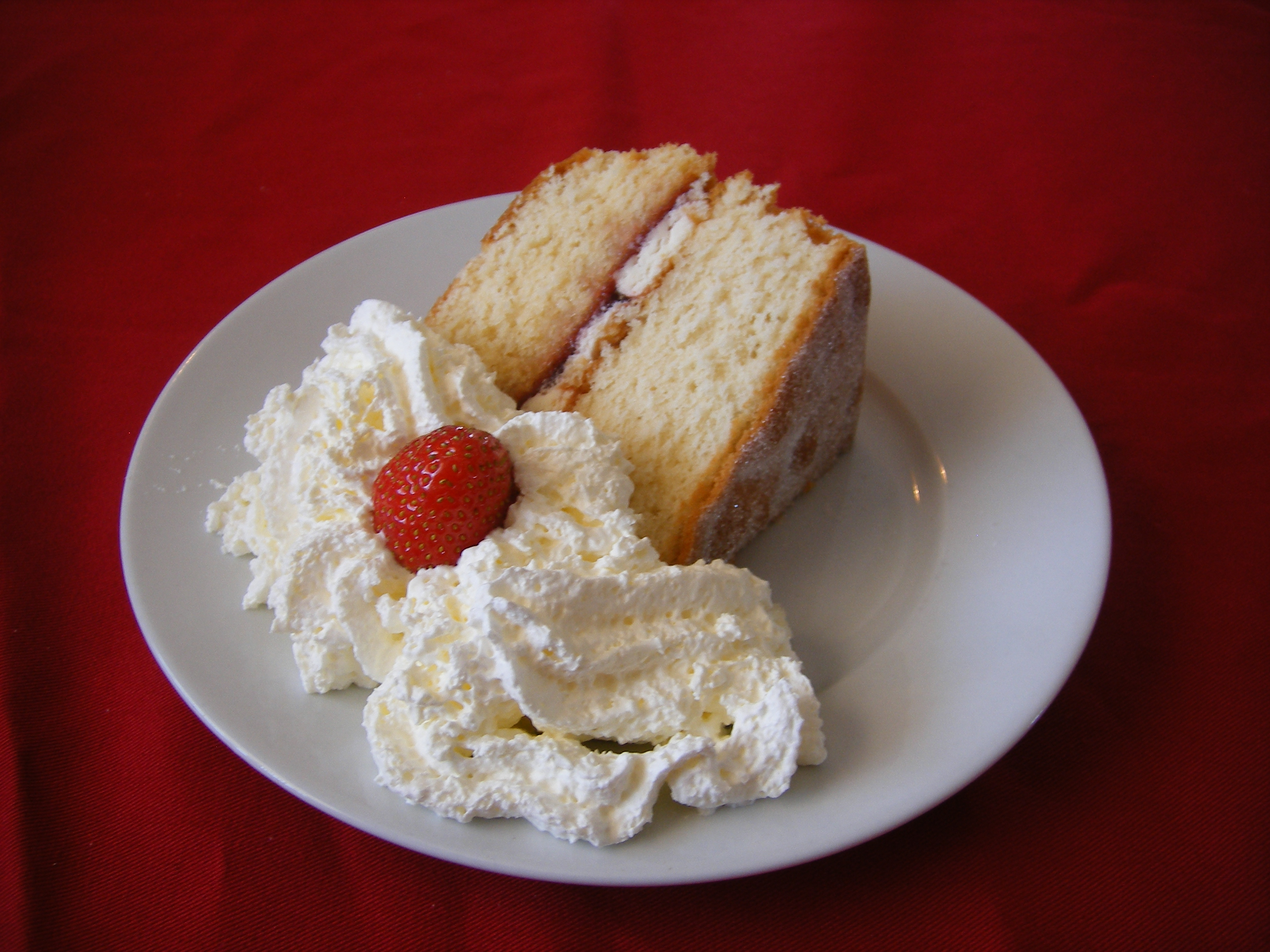
Бисквитное пирожное со взбитыми сливками и клубникой.
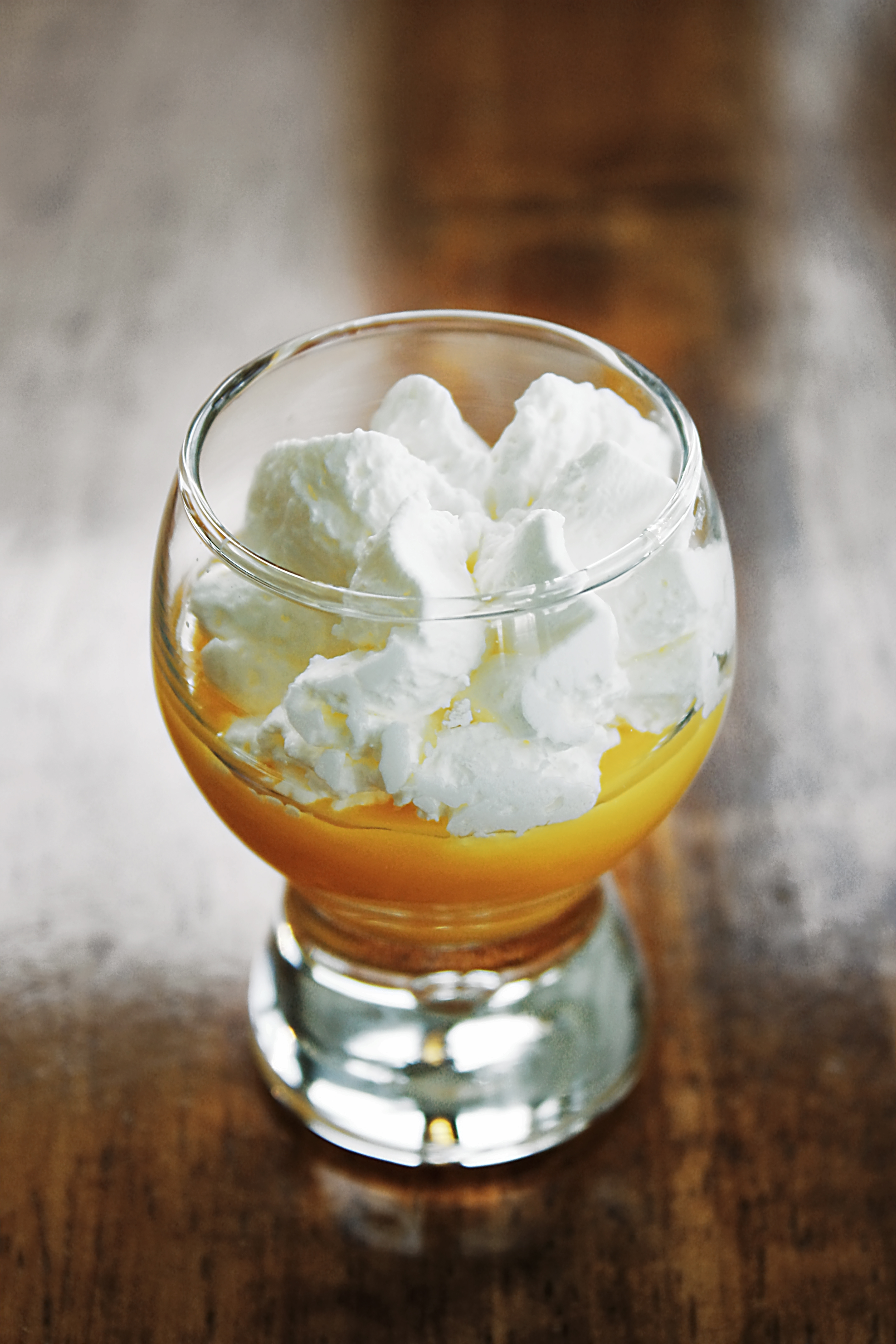
Взбитые сливки с ликёром «Адвокат».
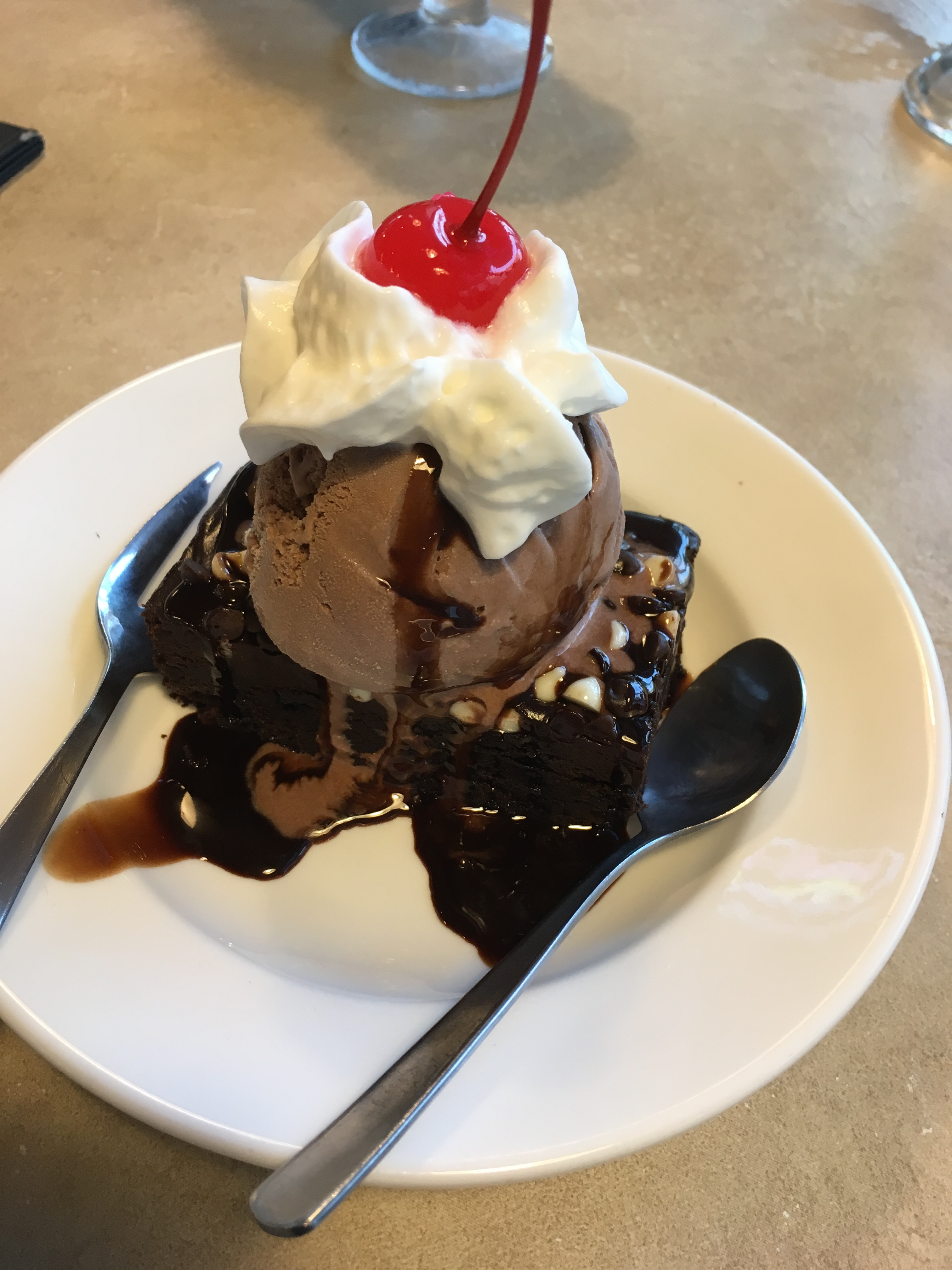
Взбитые сливки с пирожным брауни, коктейльной вишней и шариком мороженого.